# سان فايسينت دي توريلو
بلدية سانت بيسينس دي توريلو (بالكاتالانية: Sant Vicenç de Torelló) هي إحدى بلديات مقاطعة برشلونة، والتي تقع في منطقة كاتالونيا، شرق إسبانيا.
يبلغ عدد سكانها 1.958 نسمة وفقاً لإحصائية سنة (2007).